# Жил-был Козявин
«Жил-был Козявин» — советский мультипликационный фильм, выпущенный в 1966 году. Первый фильм (дипломная работа) Андрея Хржановского. Мультфильм поначалу принят не был как сюрреалистический, но Сергей Герасимов, которому фильм понравился, определил его как «наш социалистический сюрреализм — соцсюрреализм», и фильм был принят и выпущен на экраны без поправок и переделок.
Поставлен по мотивам рассказа Л. Лагина «Житие Козявина» (из цикла «Обидные сказки»).

## Сюжет
Козявин — обычный служащий. Однажды под конец рабочего дня начальник поручает ему разыскать Сидорова, потому что пришёл кассир. Козявин покорно исполняет поручение, строго следуя назначенному маршруту и спрашивая всякого встречного, не видел ли тот Сидорова. По пути он минует невообразимые препятствия, и в итоге, поскольку Земля круглая, возвращается в родное учреждение (только с другой стороны).
В дороге ему приходится преодолеть: подземные коммуникации, разрушаемый дом, строящиеся конструкции, парк отдыха, концертную площадку, комиссионный магазин (со связанным сторожем и грабителями внутри), завод, горы, пустыню (с отлично сохранившимся скелетом динозавра, который Козявин разрушает, не смея свернуть с курса), океан и полюс.
Зрители эстрадного театра в парке отдыха, куда пришёл Козявин в поисках Сидорова, представлены знаменитыми деятелями искусства: первый ряд, слева направо: Анна Ахматова, Александр Твардовский (с журналом «Новый мир» под мышкой), Илья Эренбург (с трубкой), Марина Цветаева, Борис Пастернак; второй ряд: Виктор Некрасов, Константин Паустовский, Дмитрий Шостакович; третий ряд: художник Анри Руссо (стоит с палитрой), Всеволод Мейерхольд, Владислав Ходасевич, Николай Гоголь.

## Создатели
- авторы сценария — Лазарь Лагин, Геннадий Шпаликов
- режиссёр — Андрей Хржановский
- художник-постановщик — Николай Попов
- композитор — Герман Лукьянов
- оператор — Борис Котов
- звукооператор — Георгий Мартынюк
- монтажёр — Марина Трусова
- ассистенты:

режиссёра — Елена Туранова
художника-постановщика — Гелий Аркадьев
- художники-мультипликаторы: Анатолий Петров, Анатолий Абаренов, Дмитрий Анпилов, Юрий Кузюрин, Светлана Жутовская, Владимир Морозов, Станислав Соколов, Геннадий Сокольский, Валерий Угаров, Олег Сафронов
- редактор — Раиса Фричинская
- директор картины — Анна Зорина

## Издания на видео
В 2002 году мультфильм был выпущен на VHS и компакт-дисках Video CD в 1-м выпуске коллекции «Мастера Русской анимации» с английскими субтитрами, а далее — на DVD: «Masters of Russian Animation Volume 1».

## Отзывы
На излёте «оттепели» вышли, вероятно, две самые острые социальные ленты советской анимации того времени, реализовавшие природу анимации как сгущённого обобщения и выражающие образную суть советской системы, а не её «отдельные недостатки» («Человек в рамке», реж. Ф. Хитрук, 1966; «Жил-был Козявин», реж. А. Хржановский, 1966). Как ни странно, эти «прямые» социальные высказывания с грехом пополам были обнародованы.
— Олег Ковалов Новейшая история отечественного кино. 1986-2000. Кино и контекст. Т. IV. СПб, Сеанс, 2002